# 一酸化炭素中毒
一酸化炭素中毒（いっさんかたんそちゅうどく、別名CO中毒）とは、一酸化炭素に起因する中毒症状である 。症状はしばしば「インフルエンザの症状に似ている」と表現されるように、一般的に頭痛、めまい、脱力感、嘔吐、胸痛、錯乱などをともなう 。
一酸化炭素は主にヘモグロビンと結合してカルボキシヘモグロビン(COHb)を形成するため、血液が酸素を運搬するのを妨げ、二酸化炭素をカルバミノヘモグロビン(Carbaminohemoglobin)として排出することにより症状を引き起こす 。
一酸化炭素中毒は比較的一般的であり、米国では救急救命室(ER)に年間20,000 件以上が受診する 。また多くの国で最も一般的な致死的中毒である。米国では、火事以外のケースで年間400人以上が死亡している.。中毒は冬に多く発生し、特に停電時のポータブル発電機の使用によるケースが多い。一酸化炭素の毒性は古代から知られている 。1990年代以降のアメリカでは中華料理の火鍋を扱う店が増えたが、閉め切った部屋で火鍋を食べることで軽度の一酸化炭素中毒となった事例が報告されており、これらの症状は「新しい中華料理店症候群」と呼ばれている。

## 原因
発症機序は充分に解明されていないが、次のように考えられている。一酸化炭素は酸素の約200 - 250倍も赤血球中のヘモグロビンと結合しやすい上、酸素分圧とオキシ・ヘモグロビン濃度との関係を変調させる。ヘモグロビンには4つの酸素結合部位が存在し、結合数が多いほど結合安定が安定になる。すなわち、末梢の酸素分圧が低い組織に運搬されると酸素の結合が解離し始めるが、結合する酸素が減るほど解離しやすくなるため、効率的に末梢で酸素を放出する特性がある。ところが、4つある結合サイトのうち1つが一酸化炭素と結合したヘモグロビン（カルボニルヘモグロビン）は、他のサイトに結合した酸素も安定化し放出しにくくなるため、血液の酸素運搬能力が下がり、末梢で酸素分圧が極端に低下し中毒症状を起す。

## 症状
| 濃度                        | 症状                                                            |
| --------------------------- | --------------------------------------------------------------- |
| 35 ppm (0.0035%), (0.035‰)  | 暴露し続けると、暴露後6〜8時間以内に頭痛とめまい。              |
| 100 ppm (0.01%), (0.1‰)     | 2～3時間で軽い頭痛。                                            |
| 200 ppm (0.02%), (0.2‰)     | 2～ 3時間以内に軽い頭痛。判断力の喪失。                         |
| 400 ppm (0.04%), (0.4‰)     | 1～2時間以内に前頭部の頭痛。                                    |
| 800 ppm (0.08%), (0.8‰)     | 45分以内にめまい、吐き気、痙攣。2時間以内に感覚を失う。         |
| 1,600 ppm (0.16%), (1.6‰)   | 20分以内に頭痛、心拍数の増加、めまい、吐き気。2時間以内に死亡。 |
| 3,200 ppm (0.32%), (3.2‰)   | 5分から10分で頭痛、めまい、吐き気。30分以内に死亡。             |
| 6,400 ppm (0.64%), (6.4‰)   | 1～2分で頭痛、めまい。20分以内に痙攣、呼吸停止、死亡。          |
| 12,800 ppm (1.28%), (12.8‰) | 2～3回の呼吸で意識不明。3分以内に死亡。                         |

### 急性症状

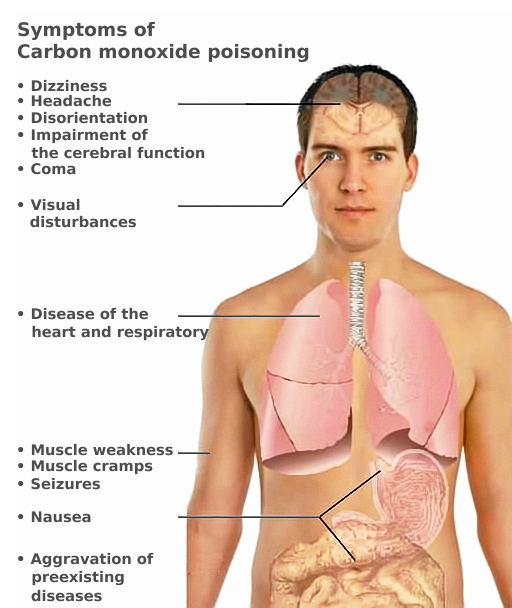
CO中毒症状

1時間の暴露では、500ppmで症状が現れはじめ、1000ppmでは顕著な症状、1500ppmで死亡に至る。一酸化炭素中毒を自覚するのは不可能で、危険を察知できずに死に至ってしまう。軽症では、頭痛・耳鳴・めまい・嘔気などが出現するが、風邪の症状に似ているため、一酸化炭素への対処が遅れる。すると、意識はあるが徐々に体の自由が利かなくなり、一酸化炭素中毒を疑う頃には（また、高い濃度の一酸化炭素を吸った場合には）、自覚症状を覚えることなく急速に昏睡に陥る。この場合、高濃度の一酸化炭素をそのまま吸い続ける悪循環に陥り、やがて呼吸や心機能が抑制されて7割が死亡に至り、また、生存しても酸素が絶たれているため、失外套症候群または無動性無言と呼ばれた高度脳器質障害や聴覚障害が残る。 ヘモグロビンは、一酸化炭素と結合すると鮮紅色を呈するため、中毒患者はピンク色の「良い」顔色をしているように見える。

### 間欠型（遅発性神経症状）
急性一酸化炭素中毒を発症し、高圧酸素治療で一旦回復してから、数日から1ヶ月程度認知機能障害（意思疎通困難、行動異常、尿失禁など）を起こすことがあるが、認知症と誤診されることがある。

## 診断
中毒症状は、頭痛・耳鳴・めまい・嘔気などの臨床症状と、血中の一酸化炭素結合ヘモグロビン (COHb) 濃度の測定をもって診断を確定するが、これは前述の通り、ヘモグロビンが酸素よりも一酸化炭素と結合しやすい性質による。
前述の通り、中毒患者の血色が「良い」ように見えてしまう作用により、吸光度で血中の酸素飽和度を測るパルスオキシメーターは正確な値を示すことができない。パルスオキシメーターによる呼吸モニターは本症においては有効ではない。
動脈血ガス分析では、過換気のため PaCO2 値は低下し、血管透過性が亢進するにつれ代謝性アシドーシスが重症化し血液は濃縮されるためHct値は上昇する。モダリティー検査では、肺水腫や脳浮腫、重症化すると淡蒼球の低吸収域化（チトクロームCオキシダーゼ活性の低下による）がみられる。
脳波検査では、徐波化や低電位が出現する。

## 治療
| 投与する酸素                               | 時間      |
| ------------------------------------------ | --------- |
| 通常大気圧による21%酸素 (フレッシュエア)   | 5時間20分 |
| 常圧100%酸素（ノンリブリーザー酸素マスク） | 1時間20分 |
| 100% 高圧酸素（3気圧）                     | 23分      |

一酸化炭素はヘモグロビンに対して酸素よりも強力に結合するため、一酸化炭素中毒の患者は全身的な酸素欠乏状態であり、初期治療には酸欠の対策が必須となる。このため、一般的な治療としては酸素吸入が行われるが、純酸素を吸入しても呼吸が不充分な場合には高圧タンク内で酸素を吸入する高圧酸素療法を行うことがある。但し、常圧酸素療法と高圧酸素療法のどちらを優先するのかは明確になっていない。
また、一酸化炭素には脳細胞（特に大脳基底核）への直接的な障害作用もあるため、酸素吸入等の治療を行ったとしても、後遺症としてパーキンソニズム（大脳基底核の障害による）やしびれ（異常感覚）が発生することも多い。
一方、一酸化炭素の影響で淡蒼球の壊死や脱髄疾患が徐々に進行することにより、一旦回復したようにみえても数日から数週間後に発症する後遺症もある。こちらは中毒直後（の急性中毒症）と区別して慢性中毒症（間歇型一酸化炭素中毒）などと呼ばれる。
このような後遺症としては、脳波異常や脳萎縮などの高次脳機能障害、意識障害、不随意運動、知能障害、性格障害、多幸症、パーキンソニズム、神経障害等の症状がみられ、これらの治療には中毒初期と同様に高圧酸素療法やTRH療法が行われる。一酸化炭素中毒の後遺症が現れた場合、それが軽度のものであれば、数ヶ月の入院治療と合わせて1年程度で時間経過と共に後遺症が徐々に軽快し完治することもあるが、淡蒼球の壊死が重度に進んでしまった場合など重篤な症状の場合には通常は完全な治癒が望めない。

## 対策

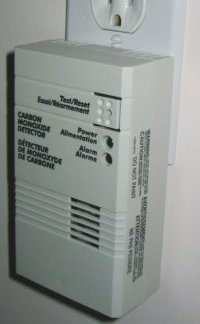
北米のCO警報機

ガス警報器を使用して空気中の一酸化炭素濃度を検出する。一定の濃度以上になるとアラームが鳴り危険を知らせる。
一酸化炭素は、特に酸欠状態でなくとも燃焼に伴い発生するが、炭鉱での爆発事故や地下空間などで換気が悪い場合に蓄積し、また一般家庭では、屋内での木炭コンロの使用、ガス湯沸かし器やストーブの不完全燃焼によって発生量が急激に増えることにより中毒症状を発症させる。このため、大気汚染に係る環境基準については「1時間値の1日平均値が 10 ppm 以下であり、かつ、8時間平均値が 20 ppm 以下であること」とされ、また、労働安全衛生法に基づく事務所衛生基準規則では、事務所の室内における濃度について 50 ppm （空気調和設備または機械換気設備のある事務所では 10 ppm ）以下とするよう定められている。
なお、かつての都市ガスには一酸化炭素が含まれる石炭ガスが使われていたため、ガス漏れによる中毒事故が発生したが、2010年3月25日に四国ガスが天然ガスへ転換したのを最後に、日本国内で供給される都市ガスは全域で一酸化炭素を含まないものとなり、ガス漏れによる一酸化炭素中毒は起こらなくなった。また、タバコの煙にも多量に含まれており、循環器系に多大な負担を及ぼすが、煙に含有している濃度では急性症状は発症しない。ただし、上記のような急性の中毒とは別に、少量の一酸化炭素を長期間にわたって持続的（反復的）に吸入した場合は、頭痛、めまい、精神機能の低下といった慢性中毒症状を呈することもある。
この他、火災に伴う一酸化炭素中毒も知られている。なお、火災の場合、アクリルやポリウレタンなどの熱分解の影響でシアン化水素も発生し、一酸化炭素中毒と共にシアン化水素による中毒も併発している場合がある。